# Anlong Veng
Anlong Veng (jemer: អន្លង់វែង, Ânlông Vêng [ɑnluŋ ʋɛːŋ]) es un distrito (srok) de la provincia de Oddar Meanchey, en Camboya. La principal ciudad del distrito también se llama Anlong Veng. La población del distrito no pudo ser contabilizada durante el censo de Camboya de 1998 debido al conflicto en curso durante el momento del censo. Se estima que el 35% de la población de Anlong Veng eran antiguos soldados Jemeres rojos.

## Datos geográficos
Anlong Veng está en la zona de las montañas Dângrêk, en el extremo norte de Camboya. Se encuentra a 125 km al norte de Siem Reap y cerca del paso fronterizo internacional con Tailandia. Hay una presa justo al norte de la ciudad.

## Historia

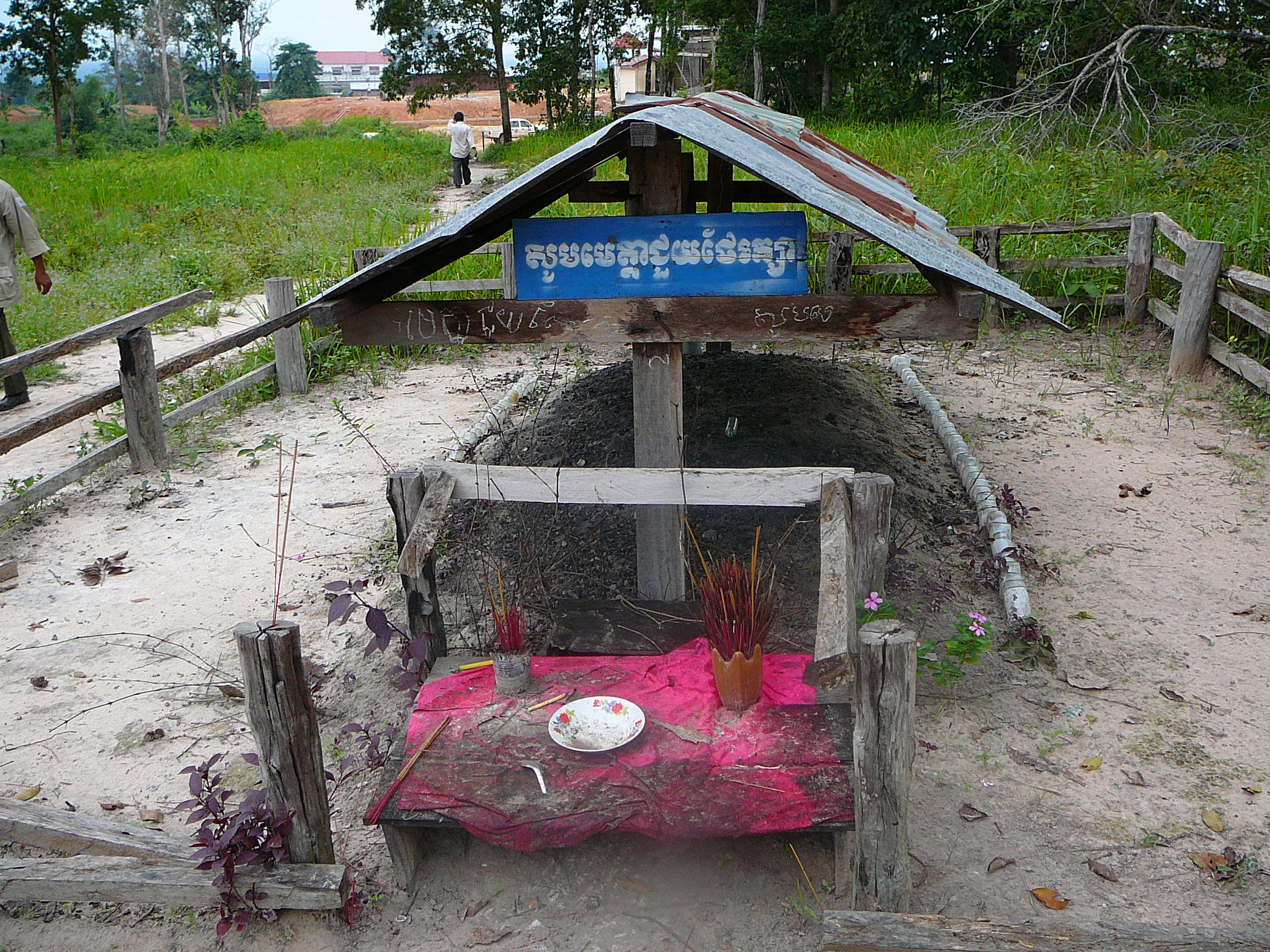
Tumba del líder de los Jemeres Rojos y dictador camboyano Pol Pot.

Anlong Veng es más conocida por dos razones históricas. Fue el último bastión de los jemeres rojos que pasó a estar bajo control del Gobierno en 1998 y el último lugar de descanso de Pol Pot.
Las montañas de Dângrêk fueron utilizadas como base por los jemeres rojos cuando lucharon contra la República Jemer dirigida por el general Lon Nol.
Tras el fin de la ocupación vietnamita de Camboya y la retirada del ejército vietnamita, los jemeres rojos reconstruyeron sus antiguas bases en la zona de la cordillera de Dangrek, a lo largo de la frontera de Camboya. Anlong Veng se convirtió durante un tiempo en la principal "capital" de los jemeres rojos. En la década de 1990, los Jemeres Rojos seguían controlando Anlong Veng, donde se produjo uno de los primeros "campos de exterminio" tras la caída de la "Kampuchea Democrática".
Hay un lugar aún no excavado en un bosque con minas terrestres en las montañas de Dângrêk, situado a unos 6 km de Anlong Veng, donde supuestamente los jemeres rojos mataron a 3000 personas por haberse "corrompido" entre 1993 y 1997. Estas ejecuciones se llevaron a cabo durante el liderazgo de Ta Mok en la zona.

## Administración
La siguiente tabla muestra los pueblos del distrito de Anlong Veng por comuna.
| Khum (Comunas) | Phum (Pueblos) |
| -------------- | --- |
| Anlong Veaeng  | Kaoh Thmei, Ou Chenhchien, Prolean, Yeang Khang Tbong, Thnal Kandal Kraom, Thnal Kandal Leu, Thnal Totueng, Thnal Bambaek, Thnal Kaeng, Akphivoad, Rumchek, Yeang Khang Chheung, Thnal Thmey, Rumchek Khang Kert, Ou Ta Meng, Rumchek Khang Lech |
| Trapeang Tav   | Trapeang Tav, Ta Dev, Ou Angrae, Slaeng Por, Tuol Prasat, Tuol Svay, Thmei, Tumnob, Ou SrorMor, Tuol Svay Saen Chey |
| Trapeang Prei  | Tuol Kandal, Tuol Sala, Aekakpheap, Boeng, Cheung Phnum, Khleang Kandal, Prasat, Santepheap, Srah Chhuk, Tuol Tbaeng, Tumnob Leu, Tuek Chob, Tuek Chum                                                                                           |
| Thlat          | Chheu Teal Chrum, Ou Run, Svay Chek, Thlat, Tuol Kruos, Tuol Kralanh, Tuol Prich, Thmei |
| Lumtong        | Lumtong, Treas, Ou Kokir Kandal, Ou Kokir Kraom, Ou Kokir Leu, Lumtong Thmei, Sror LaoSroang, Trapaeng Thom, Chub Ta Mok, Kork Samphor, Char |

## Desarrollo
La circular de la Iniciativa de Restauración Histórica del primer ministro Hun Sen en diciembre de 2001 pedía que el sitio de Anlong Veng se convirtiera en un lugar conmemorativo y turístico a tiempo para el año Visit Cambodia en 2003. El gobierno considera que la ciudad es un punto de parada útil para las excursiones desde Siem Riep a los templos del siglo XI de Preah Vihear. El sitio ha tenido desarrollos turísticos menores, incluyendo museos, hoteles y un casino.